# Jean-Baptiste Greuze

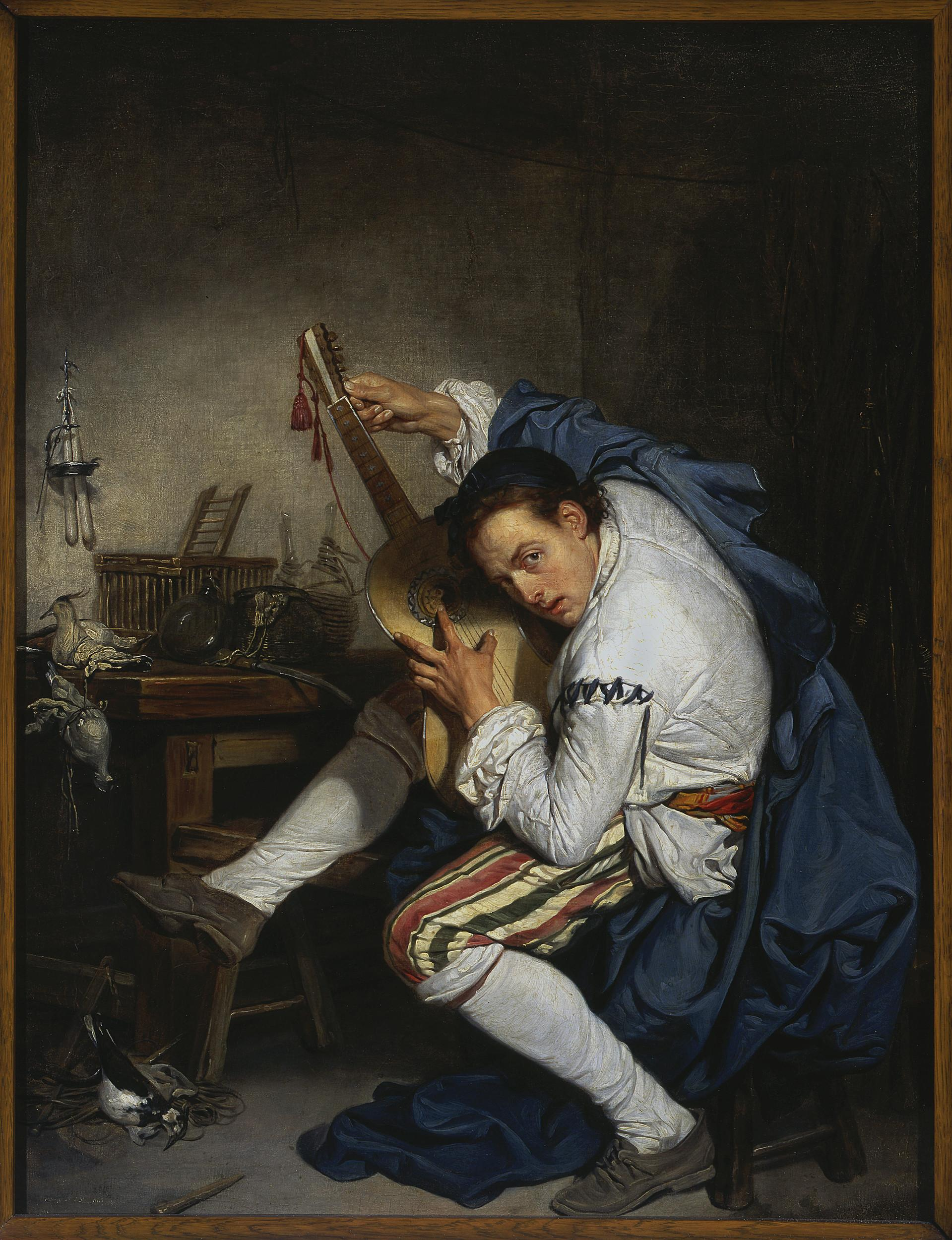
Gitarzysta (1757), Muzeum Narodowe w Warszawie

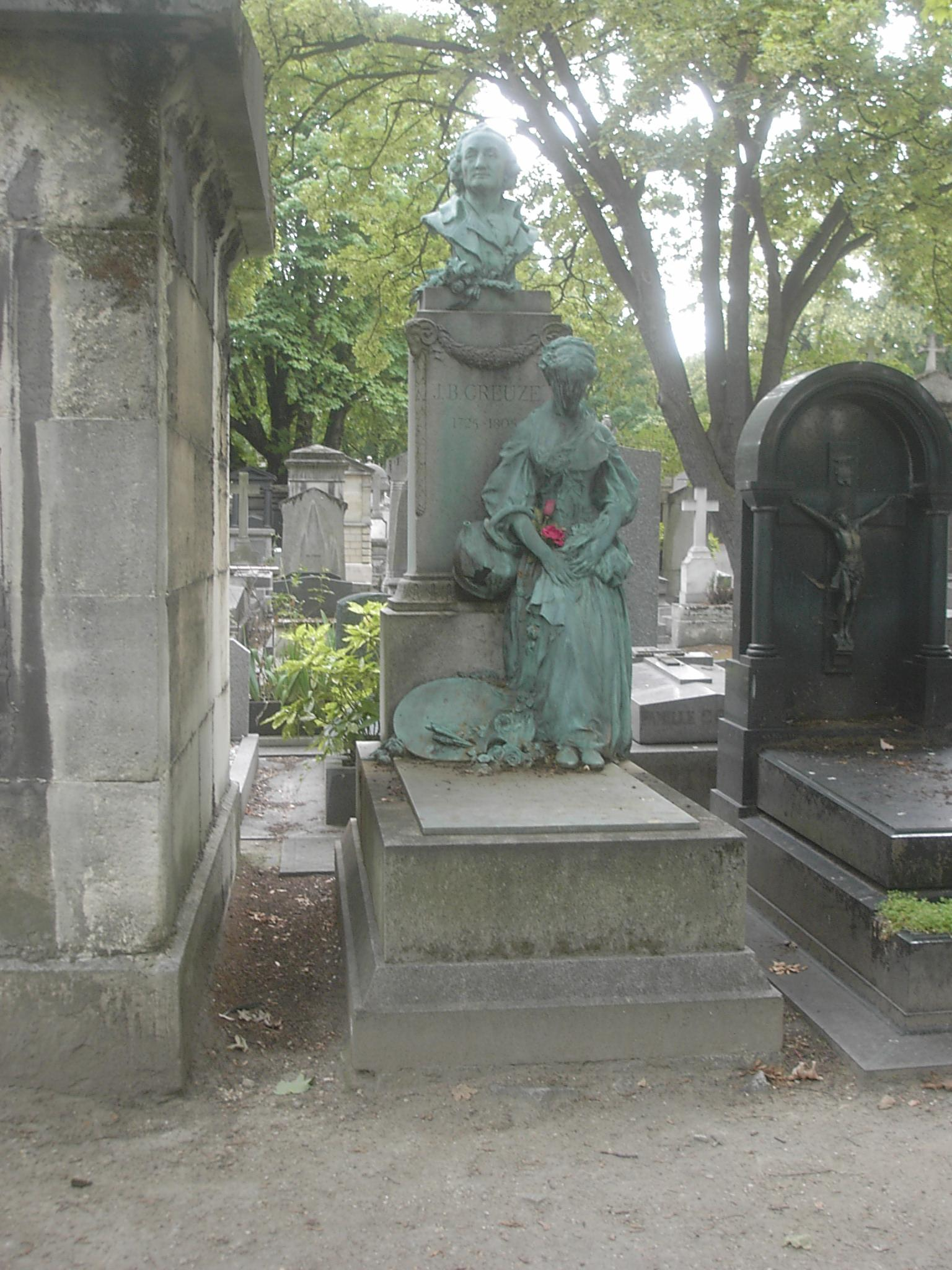
Nagrobek artysty na cmentarzu Montmartre

Jean-Baptiste Greuze (ur. 21 sierpnia 1725 w Tournus, zm. 4 marca 1805 w Paryżu) – francuski „malarz moralista” i rysownik, wolnomularz.

## Życiorys
Uczył się początkowo w Lyonie, później w Królewskiej Akademii Malarstwa i Rzeźby w Paryżu. W latach 1755–1757 przebywał we Włoszech, studiując dzieła starych mistrzów. Wystawiał w paryskim Salonie, szybko zdobywając znaczną popularność. W 1755 został członkiem stowarzyszonym Akademii Francuskiej, jednak nigdy nie uzyskał pełnego członkostwa.
Twórczość Greuze’a łączy cechy rokoka i neoklasycyzmu. Artysta szukał inspiracji w malarstwie holenderskim i włoskim. Najbardziej znane są jego sentymentalne sceny rodzajowe o głębokiej wymowie moralizatorskiej, których bohaterami byli przedstawiciele niższych klas społecznych. Na temat tych prac entuzjastycznie pisał Denis Diderot, który podkreślał ich związek z poglądami Jana Jakuba Rousseau. Oprócz scen rodzajowych artysta tworzył również portrety. Szczególnie cenione są przedstawienia młodych kobiet zawierające subtelne, erotyczne podteksty.
Po rewolucji francuskiej Greuze stracił zarówno popularność, jak i środki do życia. Za panowania Napoleona Bonaparte bezskutecznie próbował odzyskać utraconą pozycję. Zmarł w biedzie i samotności w 1805.
W zbiorach Muzeum Narodowego w Warszawie znajduje się jego obraz Gitarzysta namalowany w czasie pobytu autora w Rzymie.

## Wybrane dzieła
- Młody mężczyzna w kapeluszu – 1750, 61 × 50 cm, Ermitaż, Sankt Petersburg
- Portret Louisa de Silvestre’a, dyrektora Akademii Królewskiej – 1753, 73 × 60 cm, Stara Pinakoteka, Monachium
- Gitarzysta lub Ptasznik strojący gitarę – 1755-57, 64 × 48 cm, Muzeum Narodowe w Warszawie
- Gitarzysta – 1755-60, 71 × 65 cm, Musée des Beaux-Arts, Nantes
- Chłopiec z książką do nauki – ok. 1757, 62 × 48 cm, National Gallery of Scotland, Edynburg
- Ange Laurent de Lalive de Jully – ok. 1759, 117 × 88,5 cm, National Gallery of Art, Waszyngton
- Portret młodej dziewczyny – 1760, 47 × 38,9 cm, Wallraf-Richartz-Museum, Kolonia
- Danae – 1760-70, 33 × 41 cm, Luwr, Paryż
- Wiejska narzeczona (Wiejskie zrękowiny) – 1761, 90 × 118 cm, Luwr, Paryż
- Praczka – 1761, 40,6 × 32,7 cm, J. Paul Getty Museum, Los Angeles
- Portret mężczyzny – 1763, 64,7 × 54,8 cm, National Gallery w Londynie
- Rozbite lustro – 1763, 56 × 46 cm, Wallace Collection, Londyn
- Georges Wille – 1763, 149 × 124,5 cm, Musée Jacquemart-André, Paryż
- Claude Henri Watelet  – 1763-65, 115 × 188 cm, Luwr, Paryż
- Paralityk albo dobre wychowanie dzieci – 1763, 116 × 146 cm, Ermitaż, Sankt Petersburg
- Rozpieszczone dziecko – 1765, 67 × 56 cm, Ermitaż, Sankt Petersburg
- Zeus pod postacią orła nawiedza nimfę Ajginę – 1768-71, 146,7 × 195,9 cm, Metropolitan Museum of Art, Nowy Jork
- Étienne Jeaurat – ok. 1769, 81 × 65 cm, Luwr, Paryż
- Cesarz Septymiusz Sewerus upominający Karakallę – 1769, 142 × 160 cm, Luwr, Paryż
- Sophie Arnould – ok. 1773, 49,6 × 39,3 cm, Wallace Collection, Londyn
- Mleczarka – 106 × 86 (owal), Luwr, Paryż
- Dobroczynna dama – 1775, 114 × 147 cm, Musée des Beaux-Arts, Lyon
- Ojcowskie przekleństwo (Niewdzięczny syn)  – 1777, 130 × 162 cm, Luwr, Paryż
- Ojcowskie przekleństwo (Ukarany syn) – (1777), 130 × 163 cm, Luwr, Paryż
- Lament nad upływającym czasem lub  Skarga zegarka – ok. 1775, 79 × 60 cm, Stara Pinakoteka, Monachium
- Portret księcia Pawła Stroganowa jako dziecka – 1778, 50 × 40 cm, Ermitaż, Sankt Petersburg
- Poranna modlitwa – ok. 1780, 66,5 × 52 cm, Musée Fabre, Montpellier
- Młoda kobieta w białym kapeluszu – 1780, 56,8 × 46,5 cm, Museum of Fine Arts, Boston
- Autoportret – 1780-90, 56 × 46 cm, Ermitaż, Sankt Petersburg
- Bachantka – 1780-90, 45,7 × 37,3 cm, Wallace Collection, Londyn
- Autoportret – ok. 1785, 73 × 59 cm, Luwr, Paryż
- Rozbity dzban – 1785, 108 × 86 cm, Luwr, Paryż
- Wizyta księdza (Wdowa i ksiądz) – 1786, 126 × 160,5 cm, Ermitaż, Sankt Petersburg
- Kontemplacja – ok. 1790, 41 × 32,4 cm, Metropolitan Museum of Art, Nowy Jork
- Dziewczynka z lalką – ok. 1795, 47 × 38 cm, Luwr, Paryż
- Portret pani de Porcin – 1799, 72 × 57 cm, Musée des Beaux-Arts, Angers
- Martwy ptaszek – 1800, 68 × 55 cm, Luwr, Paryż

## Galeria

### Sceny rodzajowe

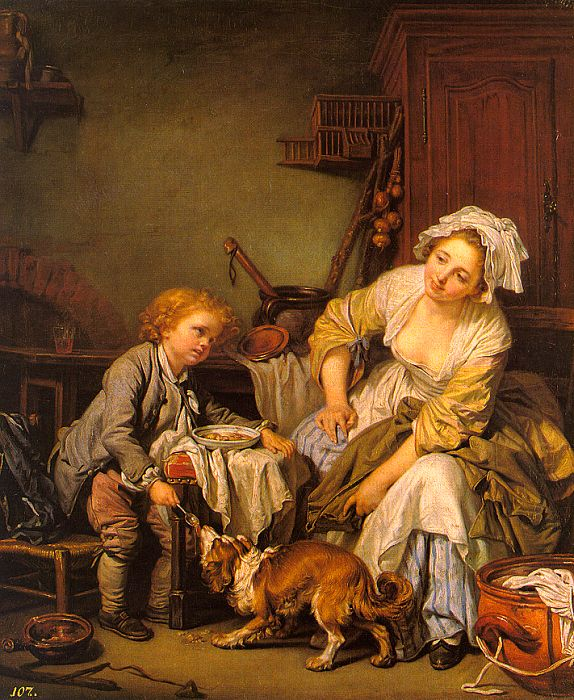
Rozpieszczone dziecko
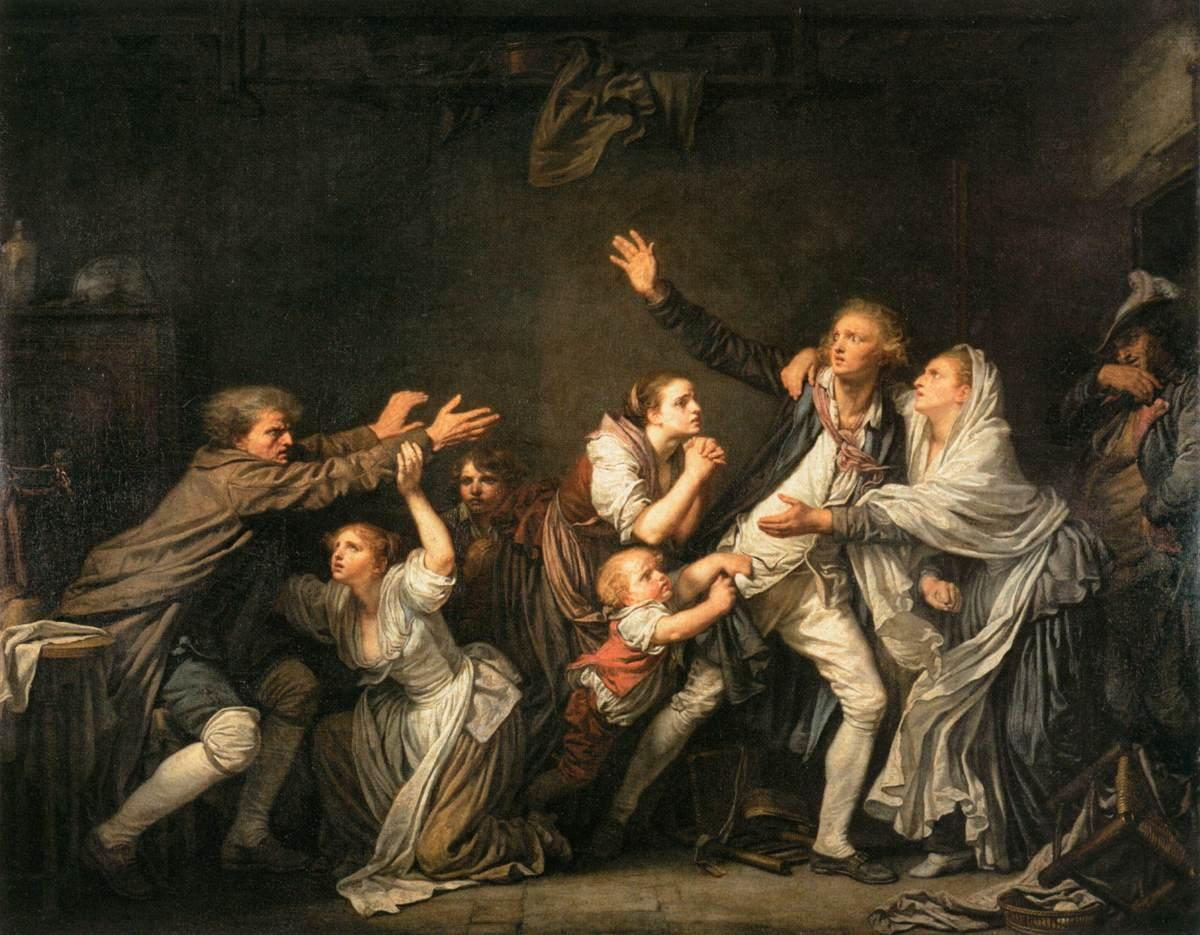
Niewdzięczny syn
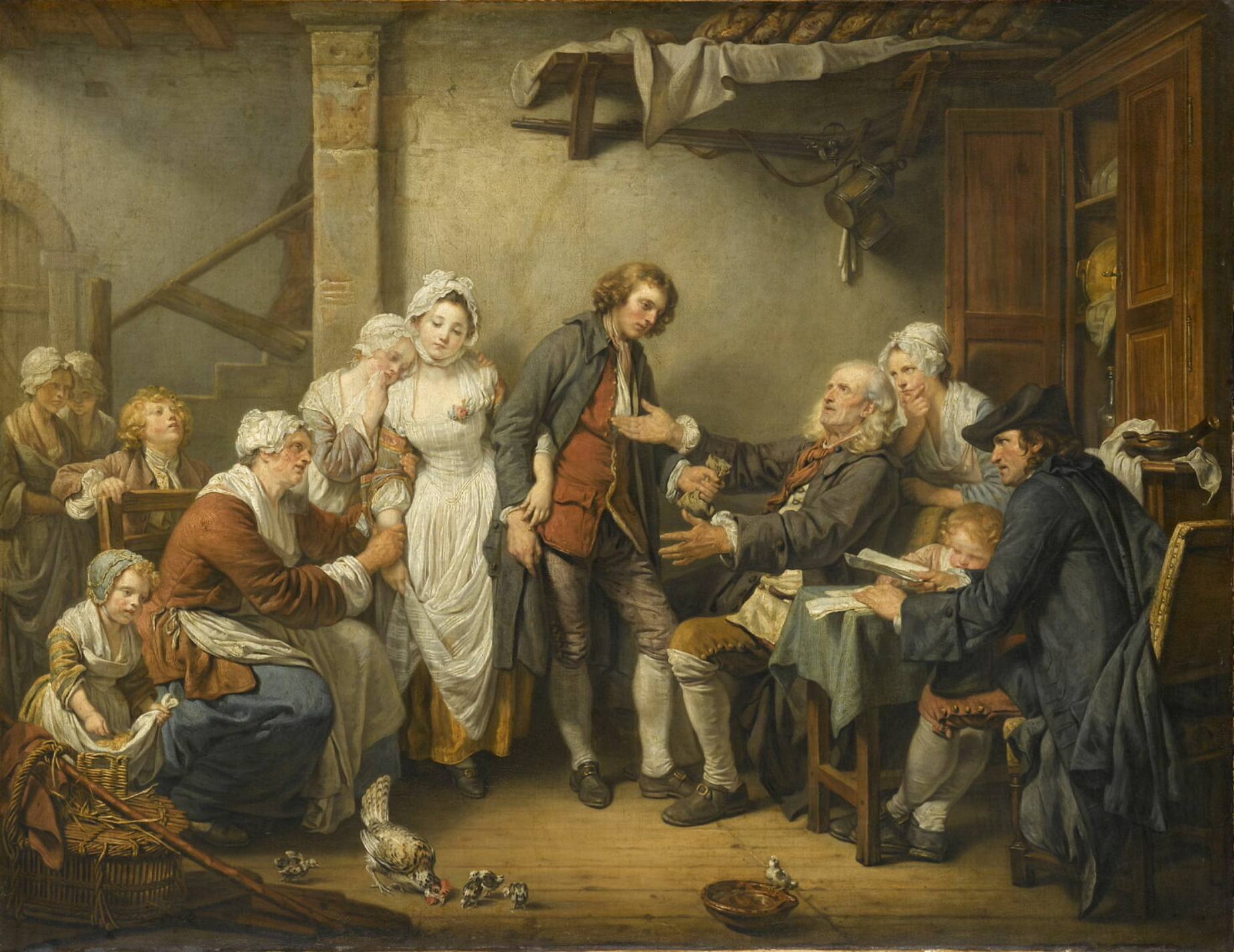
Wiejskie zrękowiny
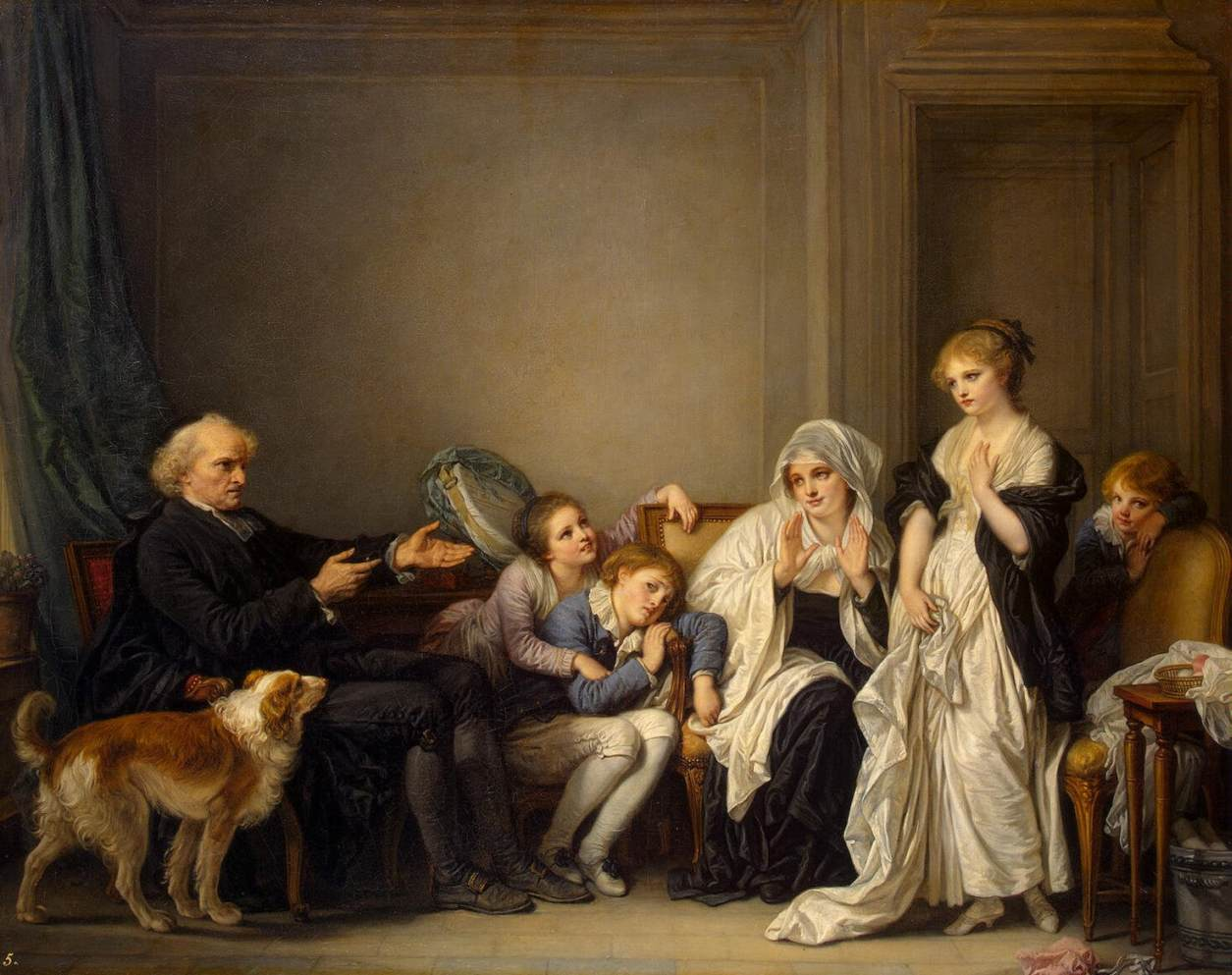
Wizyta księdza
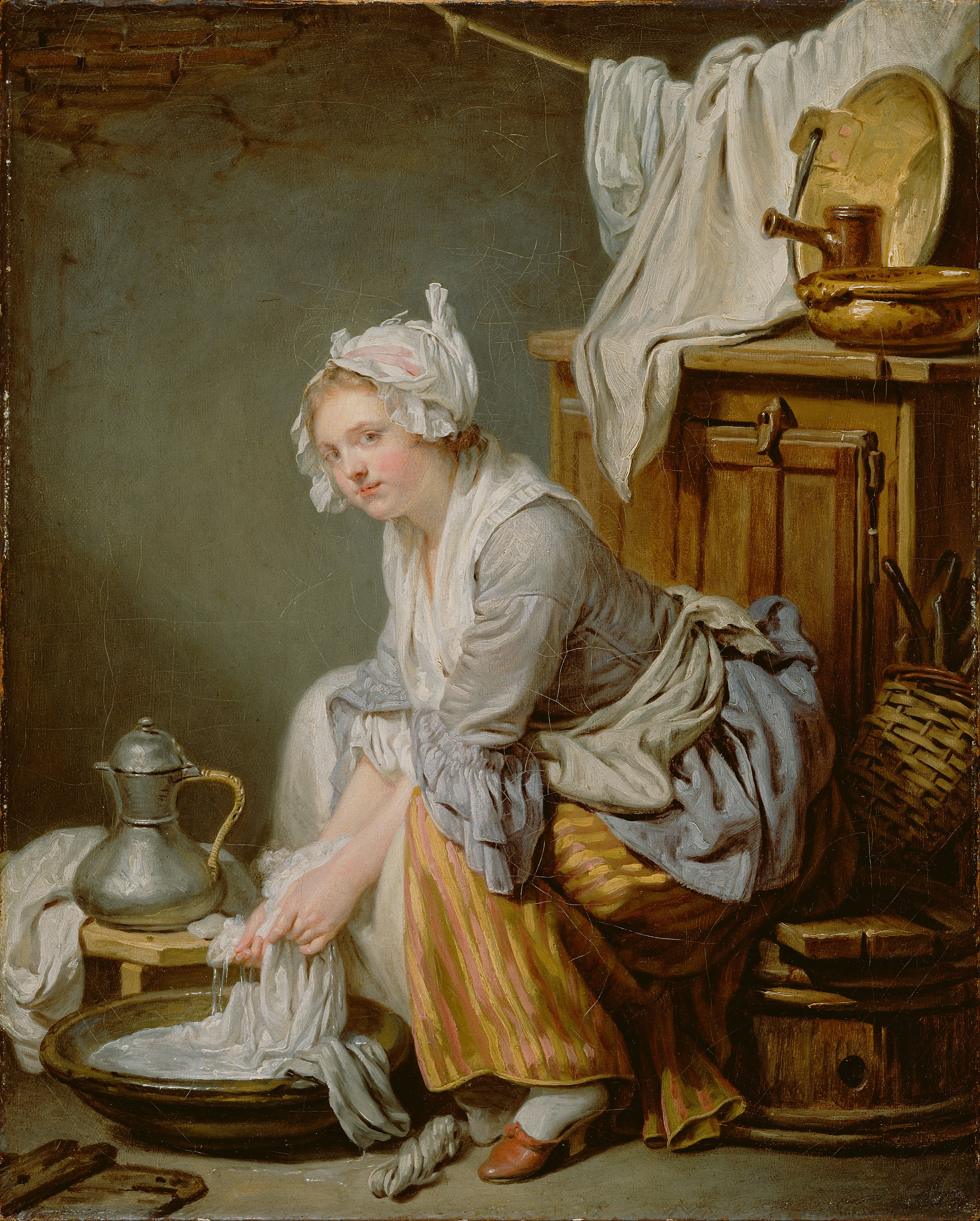
Praczka

### Portrety

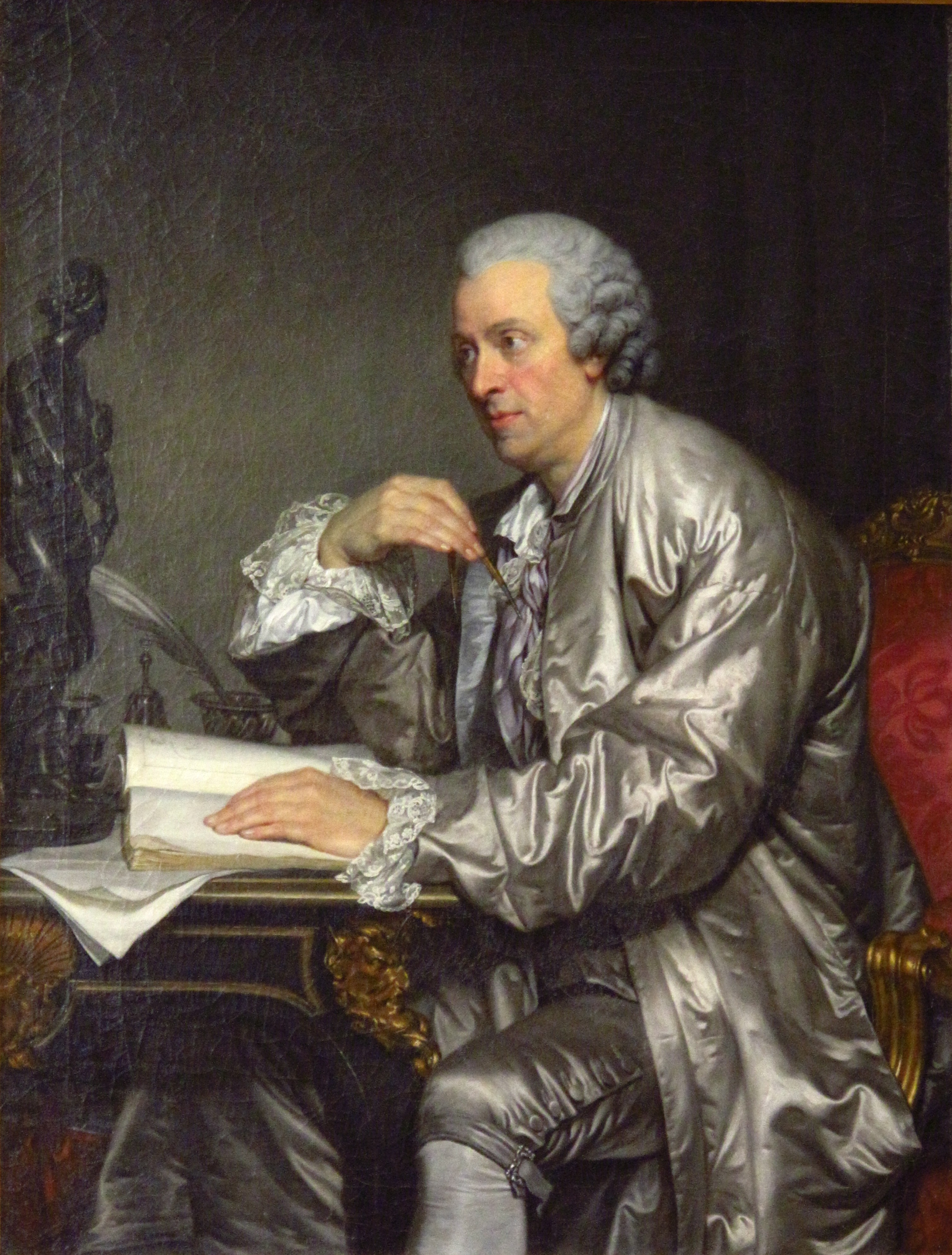
Claude Henri Watelet
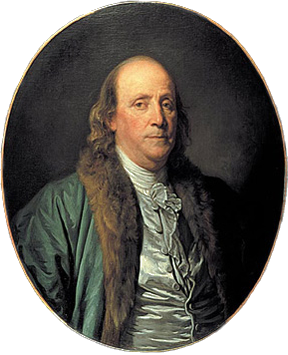
Benjamin Franklin
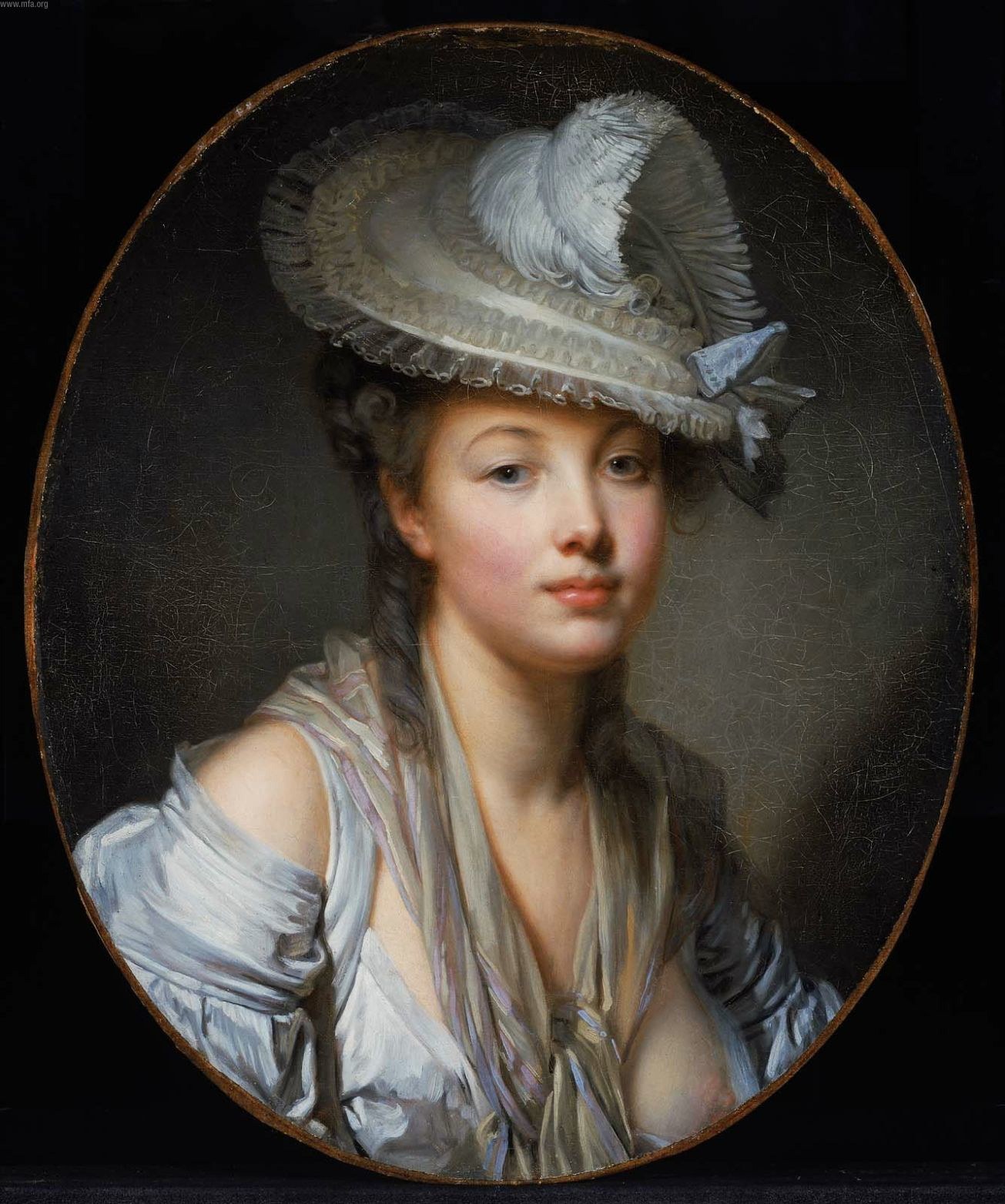
Kobieta w kapeluszu
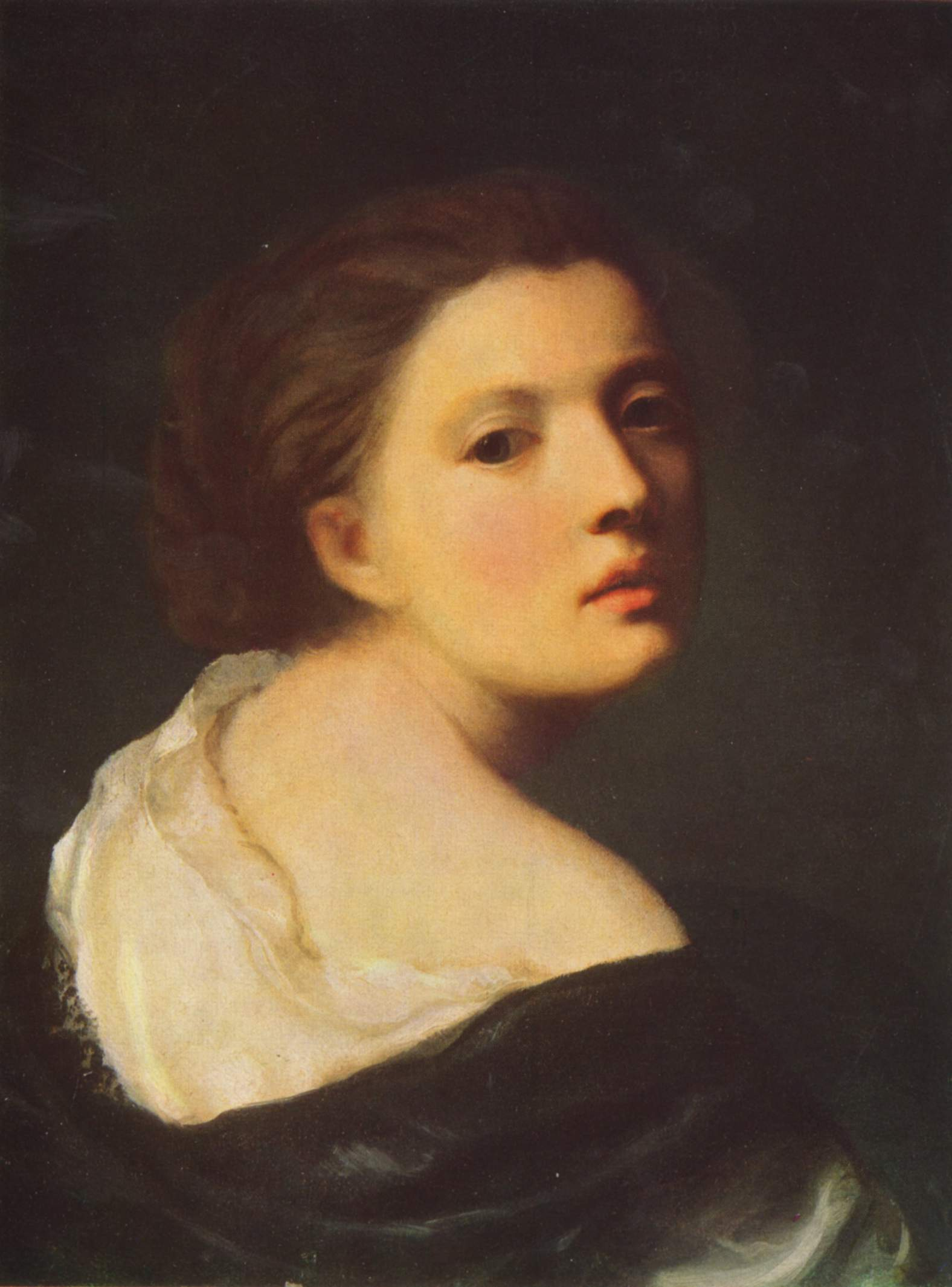
Portret młodej dziewczyny
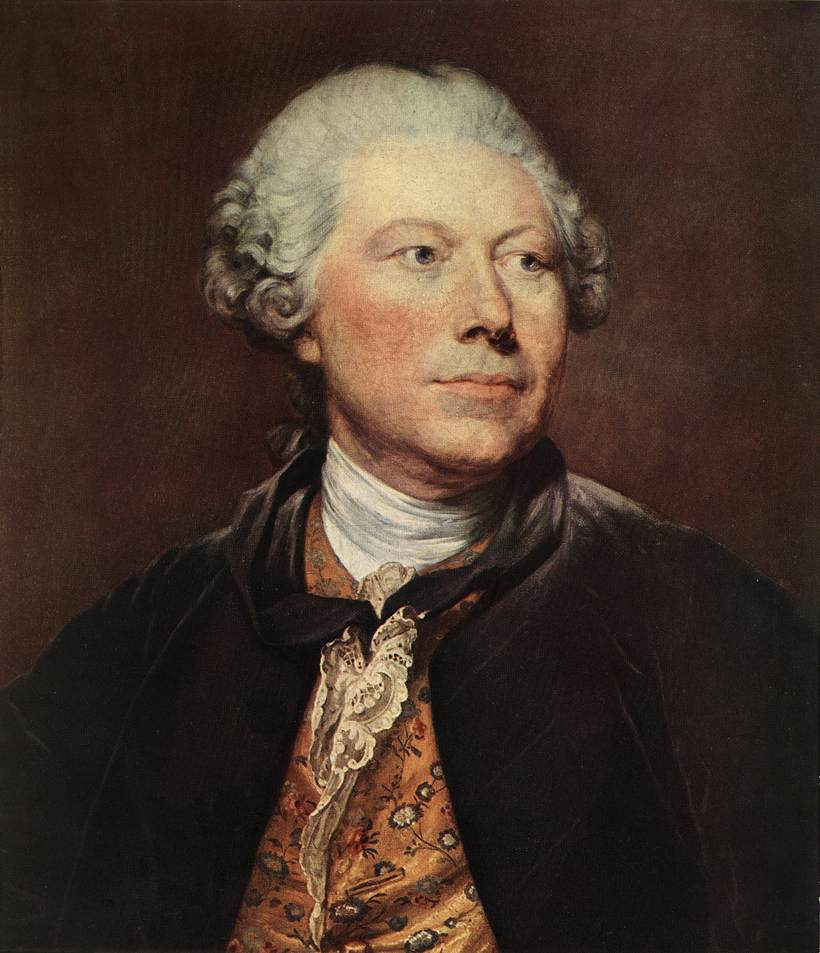
Georges Wille
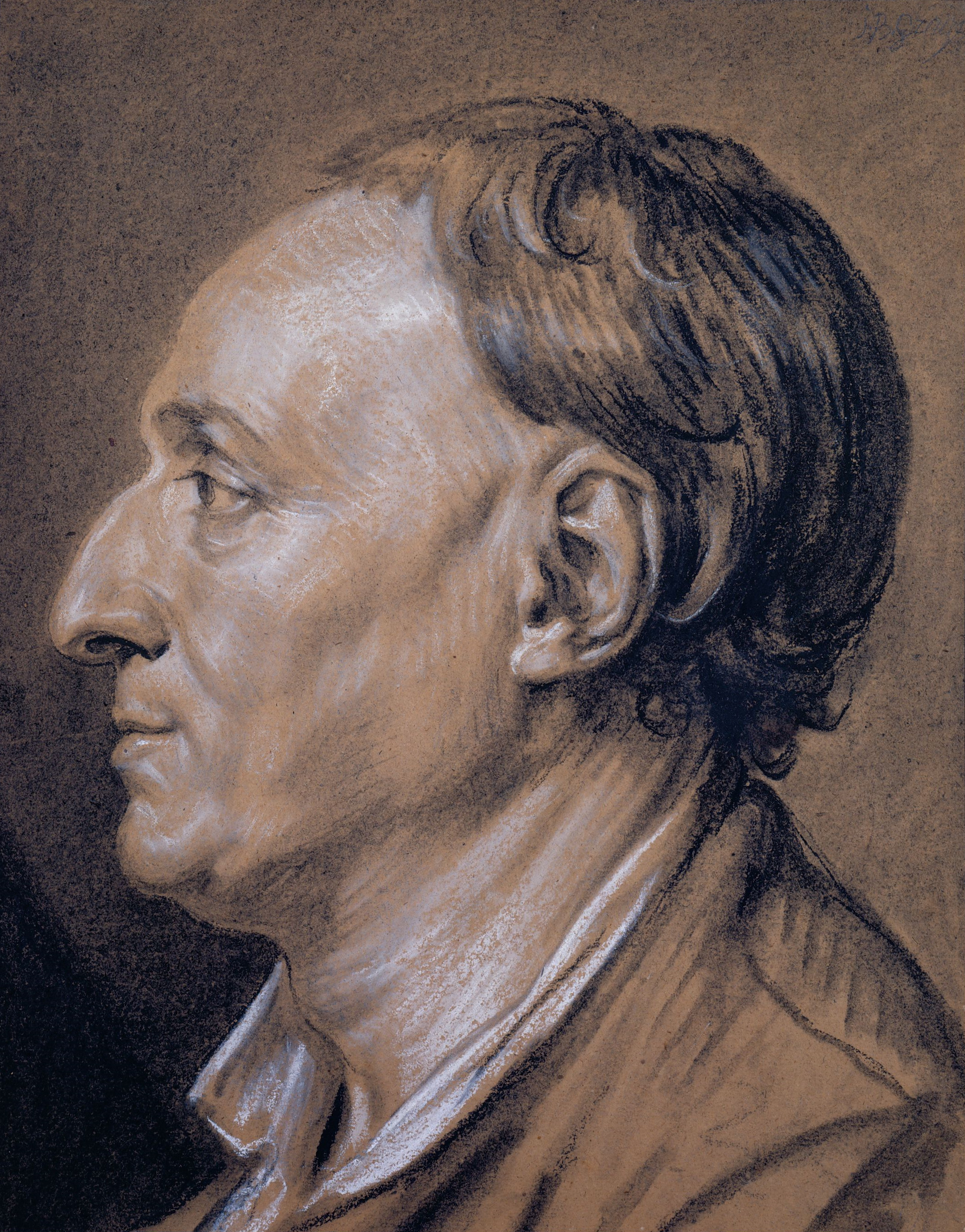
Denis Diderot

## Literatura dodatkowa
- Waldemar Łysiak: Malarstwo białego człowieka. T. 7. Warszawa: Chicago: Wydawnictwo Andrzej Frukacz „Ex Libris” – Galeria Polskiej Książki, 2000. ISBN 83-88455-01-X (t. 7). Brak numerów stron w książce